# 4429 Chinmoy

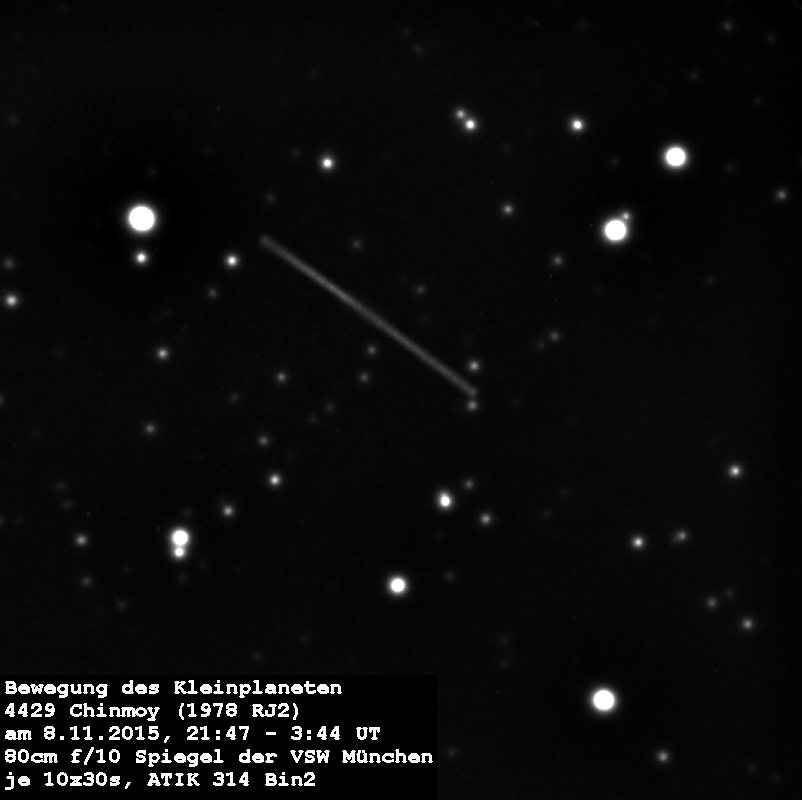
4429 Chinmoy

4429 Chinmoy eller 1978 RJ2 är en asteroid i huvudbältet som upptäcktes den 12 september 1978 av den rysk-sovjetiske astronomen Nikolaj Tjernych vid Krims astrofysiska observatorium på Krim. Den har fått sitt namn efter Sri Chinmoy.
Asteroiden har en diameter på ungefär 3 kilometer och den tillhör asteroidgruppen Nysa.